# The World's Greatest Entertainer
Albums de Doug E. Fresh & the Get Fresh Crew
Oh, My God!
(1986) Doin' What I Gotta Do
(1992)
Singles
1. Keep Risin' to the Top
Sortie : 1988

The World's Greatest Entertainer est le deuxième album studio de Doug E. Fresh & the Get Fresh Crew, sorti le 31 mai 1988.
L'album s'est classé 7e au Top R&B/Hip-Hop Albums et 88e au Billboard 200.

## Liste des titres
| No  | Titre                     | Contient un (des) sample(s) de | Durée |
| --- | ------------------------- | --- | ----- |
| 1.  | Guess? Who?               | Give It Up or Turnit a Loose (Remix) de James Brown Scratchin' de The Magic Disco Machine Générique de la série télévisée Le Woody Woodpecker Show de George Tibbles et Ramey Idriess The Show de Doug E. Fresh, Slick Rick and The Get Fresh Crew Sing a Simple Song de Please | 4:26  |
| 2.  | Every Body Got 2 Get Some | Black Grass de Bad Bascomb Pee-Wee's Dance de Joeski Love Superappin' de Grandmaster Flash and The Furious Five | 3:45  |
| 3.  | D.E.F. = Doug E. Fresh    | Hey Pocky A-Way des Meters La Di Da Di de Doug E. Fresh et Slick Rick (1985) | 4:12  |
| 4.  | On the Strength           | Mother Popcorn de James Brown Pick Up the Pieces de l'Average White Band | 2:50  |
| 5.  | Keep Risin’ to the Top    | Risin' to the Top de Keni Burke Ain't No Half Steppin' d'Heatwave | 3:50  |
| 6.  | Greatest Entertainer      | It's a New Day So Let a Man Come in and Do the Popcorn de James Brown | 4:42  |
| 7.  | I'm Gettin’ Ready         | Ain't We Funkin' Now des Brothers Johnson | 4:52  |
| 8.  | Cut that Zero             | Casanova de LeVert Sexual Healing de Marvin Gaye Pump Me Up de Grandmaster Melle Mel and The Furious Five | 3:53  |
| 9.  | The Plane (So High)       | | 4:04  |
| 10. | Ev’rybody Loves a Star    | One More Chance des Jackson 5 In the Air Tonight de Phil Collins Uphill Peace of Mind de Kid Dynamite | 4:00  |
| 11. | Crazy ’Bout Cars          | Stiletto de Billy Joel Soul Power 74 de Maceo & the Macks Be Thankful for What You Got de William DeVaughn Knock Him Out Sugar Ray d'E.U. | 4:30  |
| 12. | Africa (Goin’ back Home)  | The Mexican de Babe Ruth Do the Funky Penguin de Rufus Thomas | 3:33  |